# Strassburger Denkmal

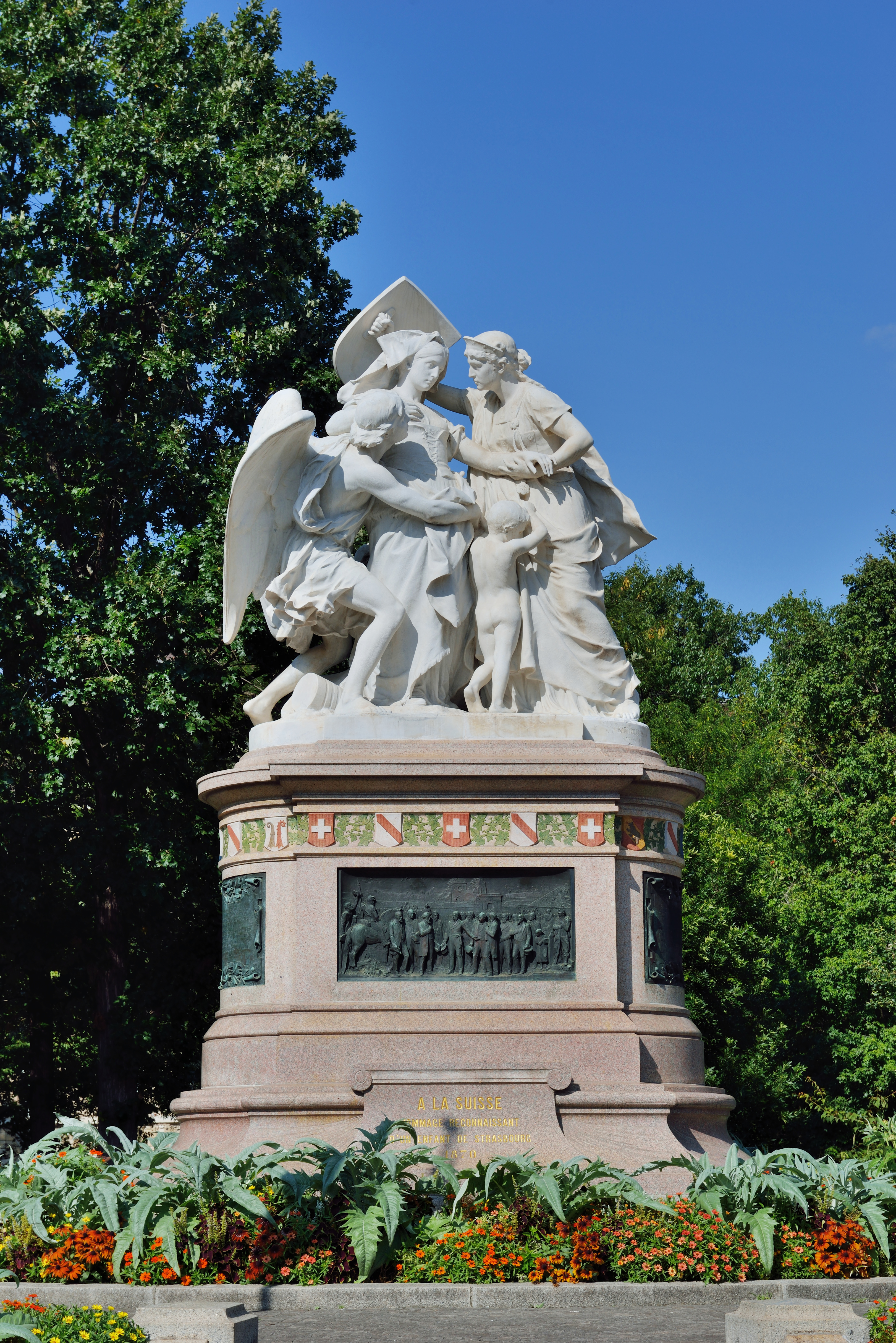
Strassburger Denkmal von Frédéric-Auguste Bartholdi

Das Strassburger Denkmal in Basel steht in der Elisabethenanlage, angrenzend an den Centralbahnplatz beim Bahnhof Basel SBB, und erinnert an die humanitäre Hilfe der Schweiz während der Belagerung Strassburgs (August und September 1870) im Deutsch-Französischen Krieg.

## Geschichte
Das von Frédéric Auguste Bartholdi 1895 geschaffene Denkmal wurde vom französischen Baron Hervé de Gruyer gestiftet, als Dank für die Schweizer Unterstützung der Bevölkerung der schwer beschossenen französischen Stadt Strassburg im benachbarten Elsass. Eine Abordnung der Kantone Basel-Stadt, Bern und Zürich hatte nach zähen Verhandlungen von der badischen Regierung die Erlaubnis erhalten, 1400 Frauen, Kinder und «Greise» aus der belagerten Stadt (andere Quellen nennen mehr) in die Schweiz zu bringen.
Die Figurengruppe stellt einen geflügelten Genius dar, der die trachtentragende Alsatia, die Allegorie des Elsass, begleitet von einem weinenden Kind, zu Helvetia, der Allegorie der Schweiz, führt. Helvetia hält schirmend einen Schild über die Schutzsuchenden und ergreift die hilfesuchende Hand der Alsatia. Die beiden Relieftafeln am Sockel zeigen die Hilfe für die elsässische Metropole mit der Inschrift: À la Suisse hommage reconnaissant d’un enfant de Strasbourg 1871 (deutsche Übertragung: «Der Schweiz die Ehre erweisend, ein Strassburger Kind, 1871») und die historische Fahrt mit dem Hirsebrei-Topf von 1576 mit der Inschrift: Le culte des traditions d’amitié honore les peuples comme les hommes (deutsche Übertragung: «Die Ausübung der Traditionen der Freundschaft ehrt die Völker ebenso wie die Menschen.»). Ein umlaufendes Wappenband zeigt die Kantone Basel-Stadt und Basel-Landschaft auf einem gemeinsamen Wappen, die Kantone Bern und Zürich, das Wappen Strassburgs sowie jenes der Schweiz.
Der Bildhauer Bartholdi schuf auch die Kolossalskulptur der Freiheitsstatue im Hafen von New York (Entwurf 1870).

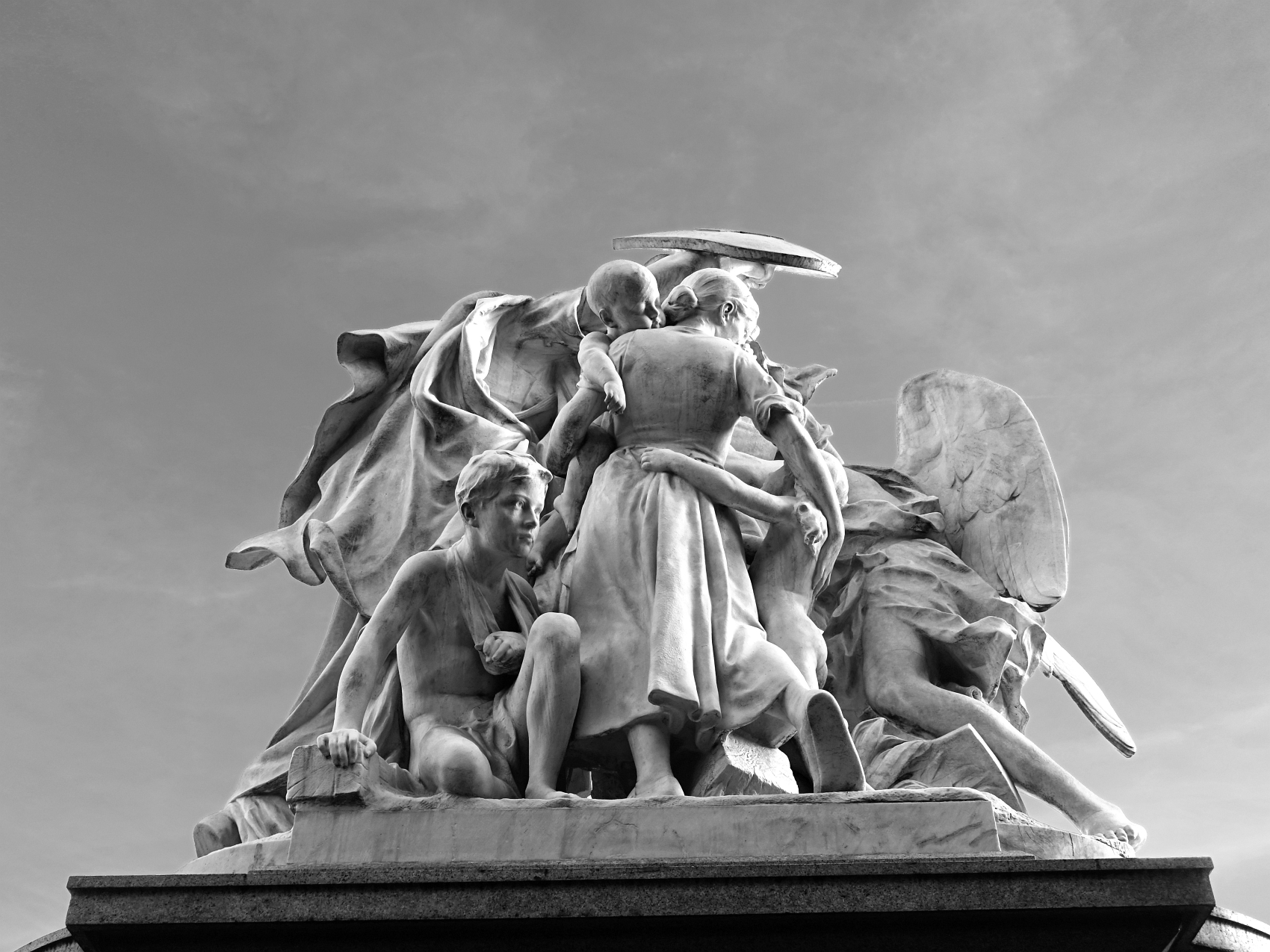
Strassburger Denkmal, Figurengruppe
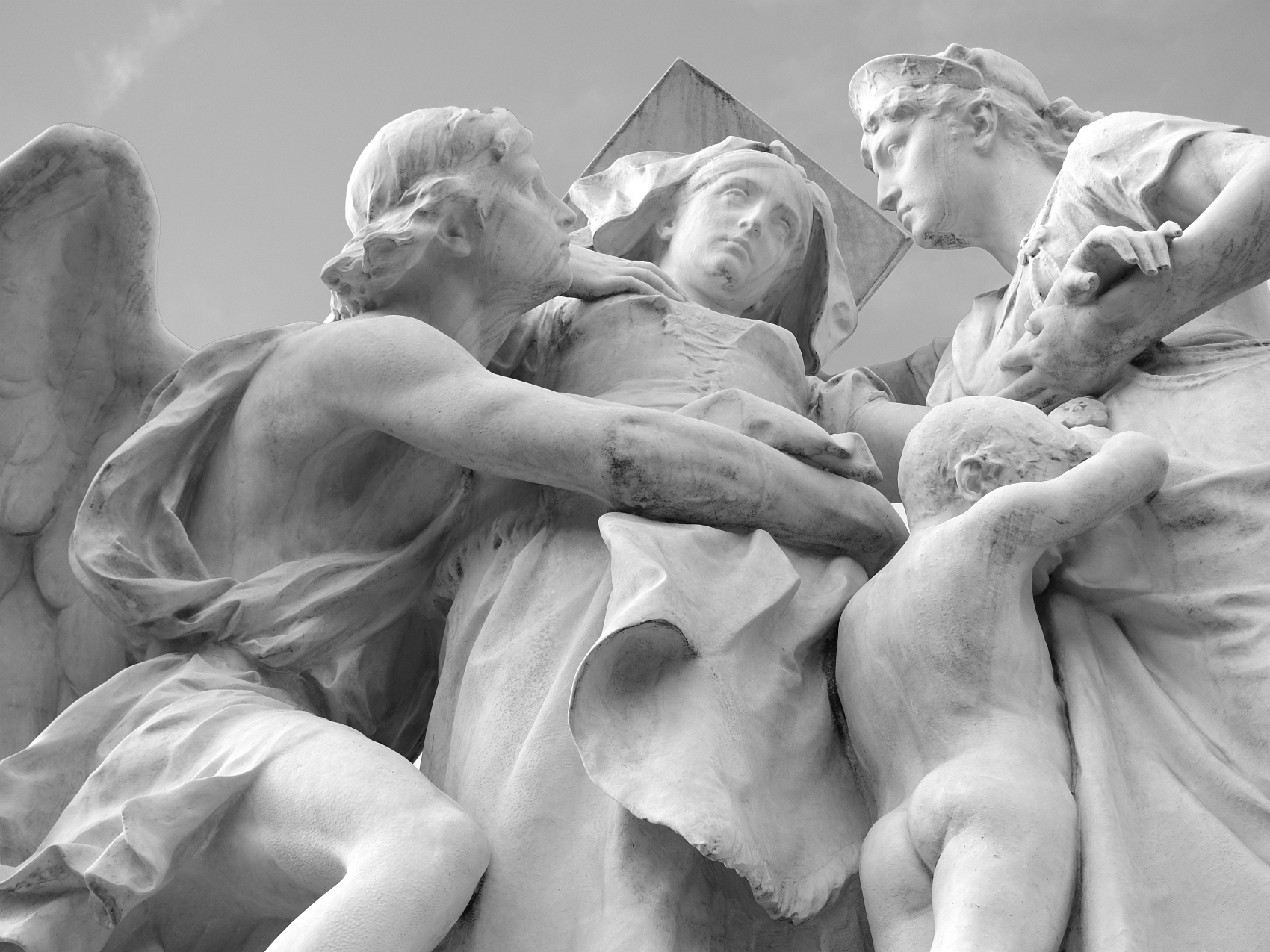
Strassburger Denkmal, Detail der Figurengruppe
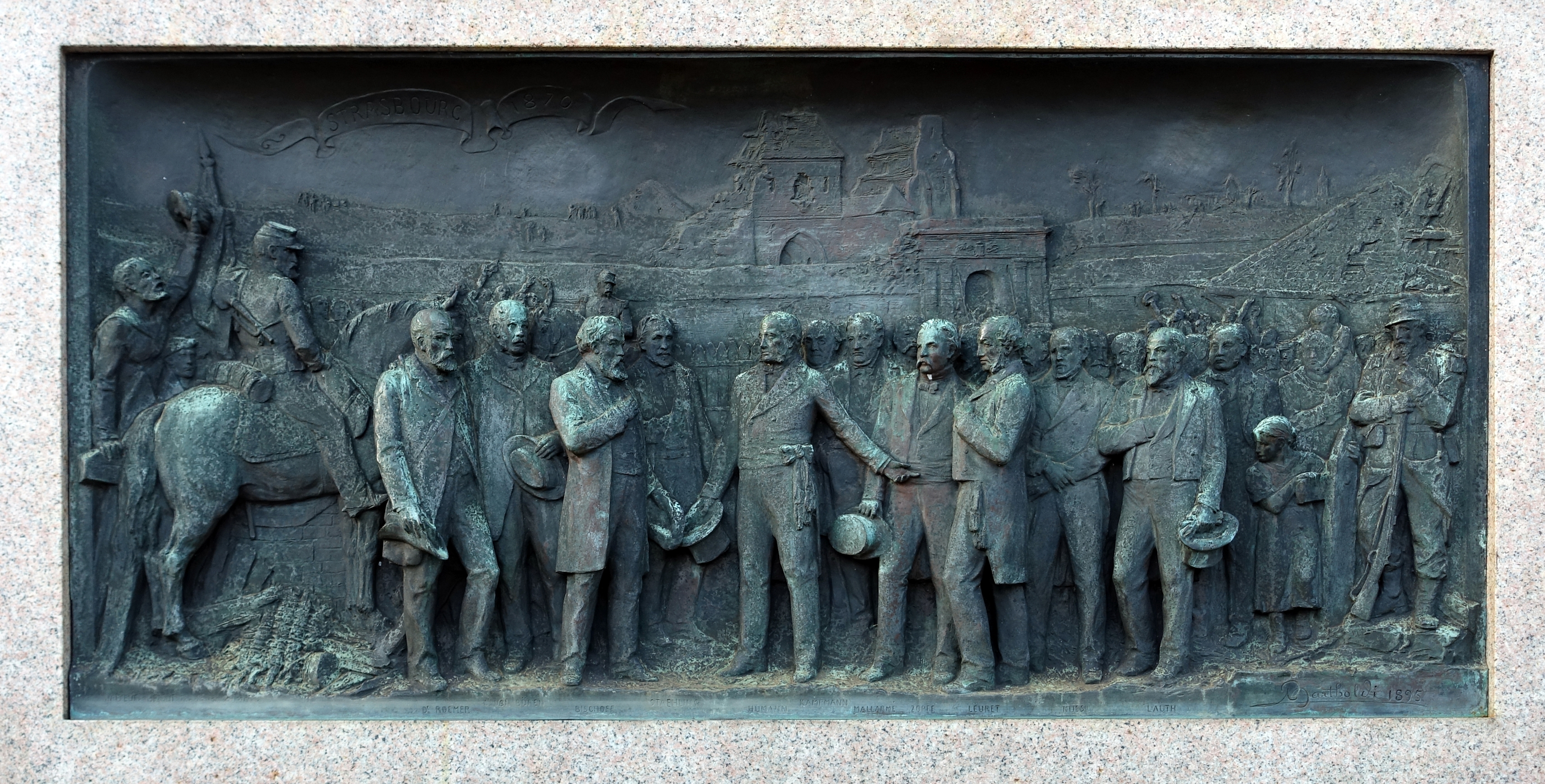
Strassburger Denkmal, Relief
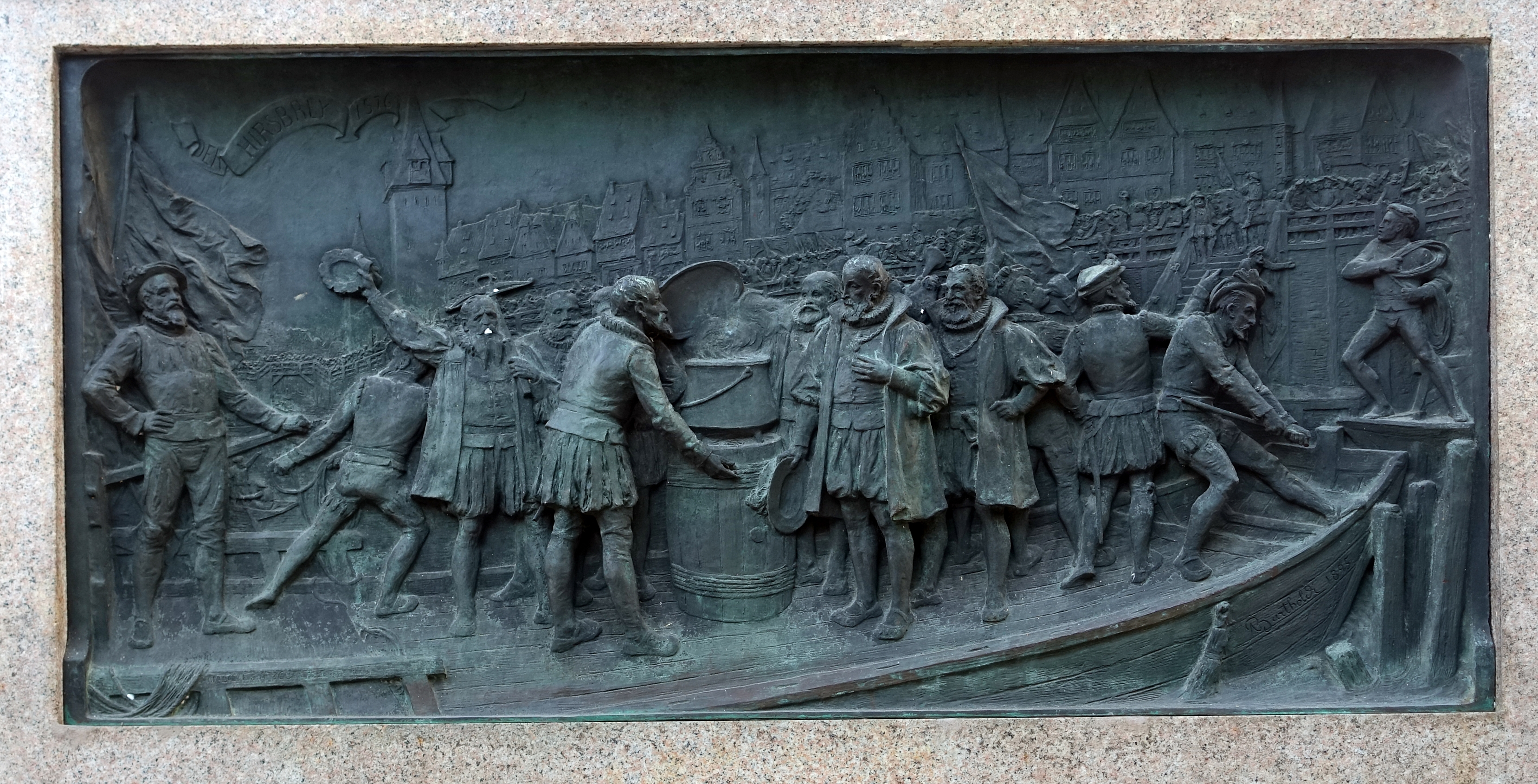
Strassburger Denkmal, Relief
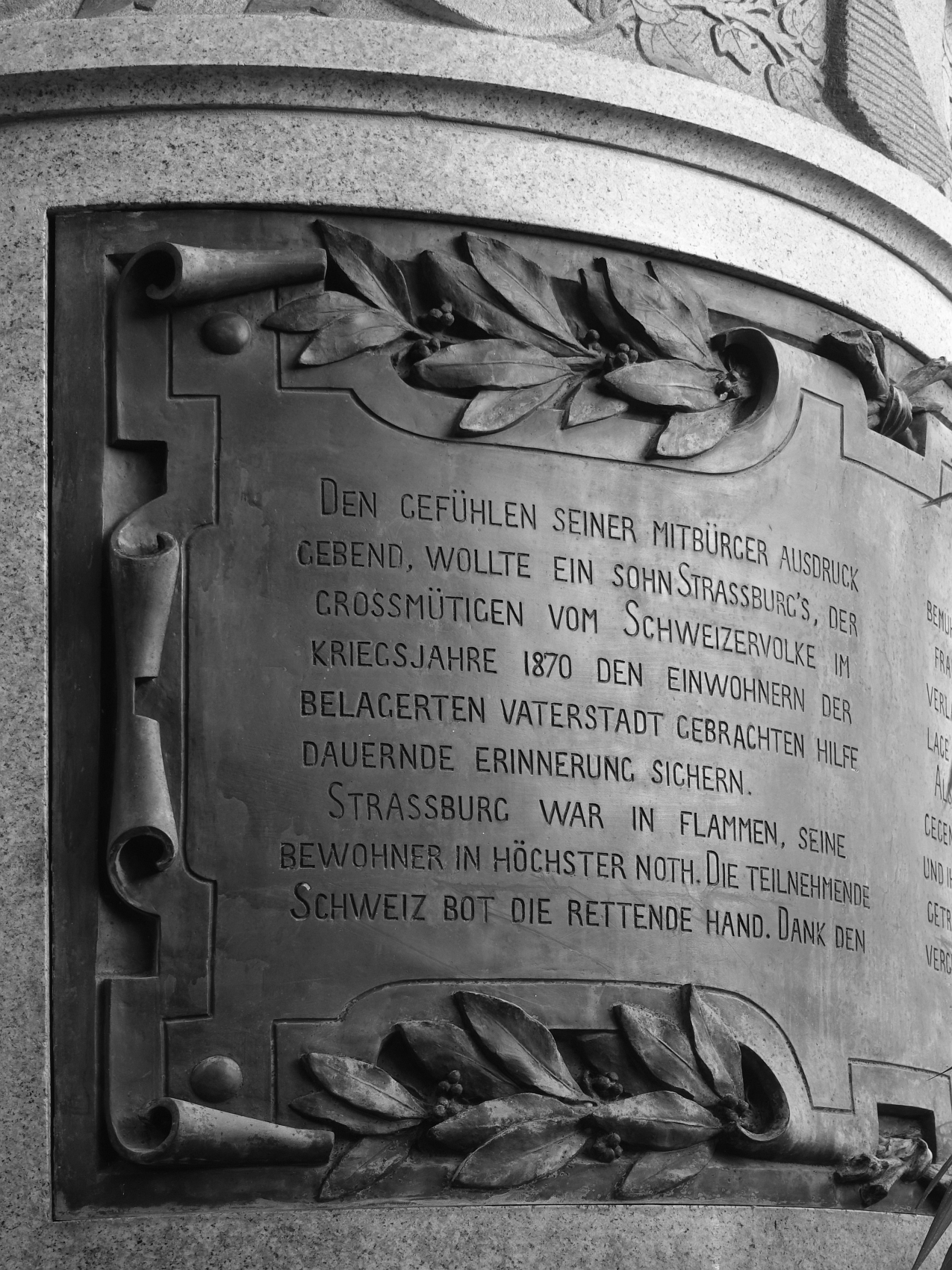
Strassburger Denkmal,  Inschrift
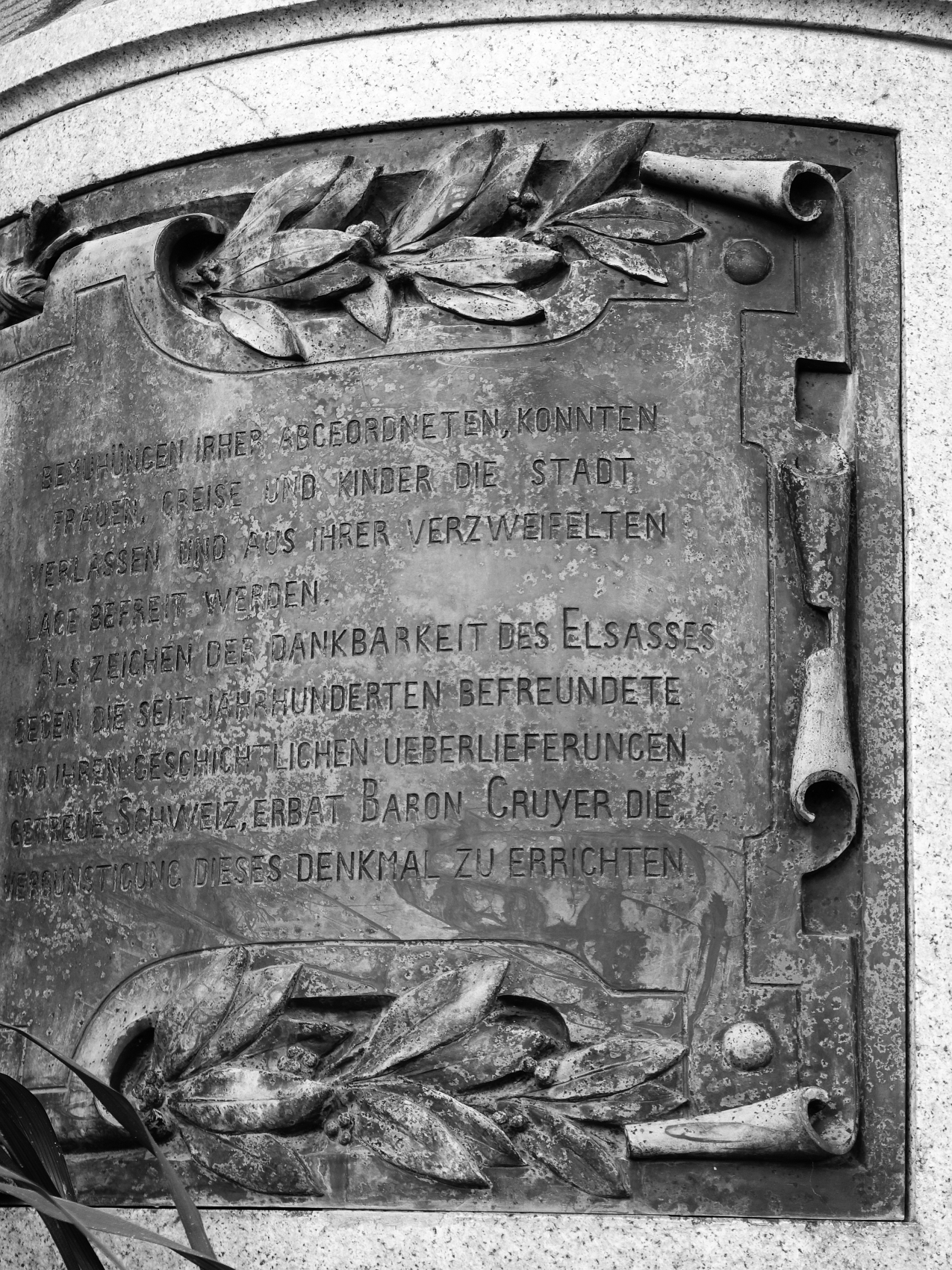
Strassburger Denkmal, Inschrift